# Stizus histrio
Stizus histrio  (лат.) — вид песочных ос из подсемейства Bembicinae (триба Stizini). Казахстан, Узбекистан, Туркменистан, Таджикистан. Длина 20—22 мм. Промежуточный сегмент и мезоплевры чёрные. Грудь чёрно-жёлтая. На брюшке жёлтые перевязи на тёмных сегментах. Крылья прозрачные. Усики самок 12-члениковые (у самцов состоят из 13 сегментов). Внутренние края глаз субпараллельные (без выемки). Брюшко сидячее (первый стернит брюшка полностью находится под тергитом). В переднем крыле три кубитальные ячейки. Гнездятся в земле. Вид был впервые описан в 1888 году российским энтомологом Фердинандом Фердинандовичем Моравицем (F. Morawitz, 1827—1896).